# Carlos Alberto Torres
Carlos Alberto Torres (17 tháng 7 năm 1944 – 25 tháng 10 năm 2016 đều tại Rio de Janeiro) là cố cầu thủ và huấn luyện viên bóng đá người Brasil, thường chơi ở vị trí hậu vệ. Ông là đội trưởng đội tuyển quốc gia Brasil giành chiến thắng tại World Cup 1970.

## Sự nghiệp cầu thủ
Carlos Alberto khoác áo Fluminense khi 19 tuổi. Năm 1966, ông chuyển tới câu lạc bộ Santos và trở thành đồng đội của Pelé. Năm 1974, ông trở lại Fluminense và giúp câu lạc bộ giành được 2 chức vô địch Campeonato Carioca liên tiếp. Năm 1977, ông chuyển tới đội bóng kình địch của Fluminense là Flamengo trước khi chuyển sang New York Cosmos. Tại đây ông tái ngộ cùng Pelé và giúp Cosmos đoạt được 2 chức vô địch Giải bóng đá nhà nghề Mỹ (NASL) liên tiếp trong 2 năm 1977 và 1978. Sau một năm chuyển tới chơi cho California Surf, ông quay về Cosmos năm 1982 và có được danh hiệu vô địch Mỹ lần thứ ba. Trận đấu giã từ sự nghiệp của ông vào ngày 28 tháng 9 năm 1982, là trận đấu biểu diễn giữa Cosmos và câu lạc bộ cũ của Carlos Alberto, Flamengo.
Trong 53 lần khoác áo đội tuyển Brasil, ông ghi được 8 bàn.

## Sự nghiệp huấn luyện viên
Carlos Alberto bắt đầu làm huấn luyện viên từ năm 1983 với việc dẫn dắt Flamengo. Ông cũng huấn luyện các câu lạc bộ khác như Corinthians năm 1985 và 1986; Náutico năm 1986 và 1987; Botafogo năm 1993, 1994, 1997, 1998, 2002 và 2003; Fluminense năm 1994 và 1995; và Paysandu năm 2005. Ông cũng từng dẫn dắt các đội tuyển quốc gia của Nigeria và Oman. Tháng 2 năm 2004 ông được bổ nhiệm làm huấn luyện viên đội tuyển Azerbaijan, tuy nhiên đã từ chức vào tháng 6 năm 2005 sau trận thua Ba Lan, trong trận đấu đó ông tấn công trọng tài bàn và tuyên bố trên sân với cáo buộc rằng trọng tài đã nhận hối lộ.

## Qua đời
Alberto qua đời tại Rio de Janeiro ngày 25 tháng 10 năm 2016 sau một cơn đau tim bất ngờ. Trước khi mất, ông làm bình luận viên thể thao tại kênh SporTV của Brasil, còn bình luận trực tiếp tại trường quay chỉ hai ngày trước đó. Ông mất đúng một tháng sau khi người anh em sinh đôi qua đời.

## Vinh danh
Năm 1998, Carlos Alberto có tên trong Đội hình thế kỉ 20 của bóng đá thế giới, qua cuộc bầu chọn của các nhà báo thể thao quốc tế do MasterCard tổ chức. Ông được Pelé đưa vào danh sách 125 cầu thủ còn sống xuất sắc nhất vào tháng 3 năm 2004. Với những đóng góp của ông cho giải bóng đá nhà nghề Mỹ, ông được đưa vào Nhà lưu niệm bóng đá quốc gia của Mỹ vào năm 2003.
Bàn thắng của Carlos Alberto trong trận gặp đội tuyển Ý  tại trận chung kết World Cup 1970 được đánh giá là một trong những bàn thắng đẹp nhất trong lịch sử World Cup.